# Dicranoloma leichhardtii
Dicranoloma leichhardtii là một loài Rêu trong họ Dicranaceae. Loài này được (Hampe) Watts & Whitel. mô tả khoa học đầu tiên năm 1906.